# Beloslav
Beloslav (en búlgaro: Белослав) es una ciudad de Bulgaria en la provincia de Varna.

## Geografía
Se encuentra a una altitud de 9 m s. n. m. a 436 km de la capital nacional, Sofía.

## Demografía
Según estimación 2012 contaba con una población de 7 942 habitantes.
|         | 2004  | 2005  | 2006  | 2007  | 2008  | 2009  | 2010  |
| Mujeres | 3 986 | 4 010 | 4 008 | 4 026 | 4 026 | 4 011 | 3 982 |
| Varones | 3 976 | 3 962 | 3 938 | 3 953 | 3 965 | 3 926 | 3 896 |
| Total   | 7 962 | 7 972 | 7 946 | 7 979 | 7 991 | 7 937 | 7878  |